# Frágil (banda)
Frágil é uma banda peruana de rock progressivo fundada em agosto de 1976 na cidade de Lima.

## História
O Frágil é considerado um dos grupos mais importantes do rock peruano devido a sua trascendência, qualidade musical e por ter sido uma das primeiras bandas de rock do país que compuseram suas canções inteiramente em língua espanhola.
Seu nome provém de "Fragile", um álbum do grupo britânico Yes. Foi a primeira banda de sucesso de sua geração, apesar de seu estilo progressivo ser próprio da década de 1970. Gravaram em 1981 o primeiro videoclipe feito no Peru: Avenida Larco, sua canção assinatura. O álbum no qual consta a canção, também intitulado Avenida Larco, é considerado um clássico do rock peruano.
Seu vocalista original é Andrés Dulude, mas em 1984, após uma viagem à Argentina que marcou a separação entre Andrés e a banda (este viajou ao México com a banda de Rulli Rendo), foi integrada à banda uma cantora argentina chamada Piñin Folgado, com a qual foi gravado o single Nave Blanca - Alrededor, em vinil de 45 rpm. Piñín regressou à Argentina em 1986. Um segundo single gravado com ela no vocal (Antihéroes) nunca foi lançado.
Em 1989 Andrés Dulude retornou à banda e permaneceu nela até o começo da década seguinte. Após uma breve passagem de Jorge Pardo pela banda, os integrantes do Frágil recrutaram um jovem vocalista chamado Santino de la Torre (ex-integrante do Sentencia e do Reina Gitana), com o qual gravaram o álbum Alunado, para finalmente no ano de 1999 acontecer uma nova volta de Andrés Dulude à banda, restaurando assim a formação original do grupo.

## Músicos
- Andrés Dulude: voz principal, coros, guitarra de doze cordas.
- Octavio Castillo: sintetizadores, lap steel, bandolim, flauta transversal, quena transversal, Hammond B3, ocarinas, percussão andina, coros.
- César Bustamante: baixo elétrico, guitarra de doze cordas, mellotron, piano elétrico, percussão andina, coros.
- Jorge Durand: bateria, percussão, percussão andina, coros.
- Luis Valderrama: guitarra elétrica, violão clássico, guitarra acústica.

## Discografia

### Álbuns
- Avenida Larco (1981)
- Serranio (1990)
- Frágil (1992)
- Cuento Real (1993)
- Alunado (1995)
- Sorpresa del Tiempo (2002)

### Singles
- La Nave Blanca